# Campañas antárticas de Argentina (2010 a 2019)
Las Campañas antárticas de Argentina (2010 a 2019) forman parte de las campañas que realiza Argentina en el continente blanco desde 1947.
El rompehielos ARA Almirante Irízar, que había sido sometido a profundas reparaciones luego de un incendio en 2007, recién volvió a funcionar en octubre de 2017. Mientras duró su reparación Argentina contrató servicios a una empresa logística rusa, con experiencia en el Ártico, y comenzó a emplear una unidad de su Comando de Transportes Navales de la Armada Argentina para las acciones más exigentes de las campañas. El despliegue de bases antárticas se mantuvo estable en 6 permanentes y 7 temporales. Para apoyo adicional, se coordinaron acciones en forma constante con las naves de la Patrulla Antártica Naval Combinada argentino-chilena.

## Campañas antárticas de verano

### Campaña 2009-2010

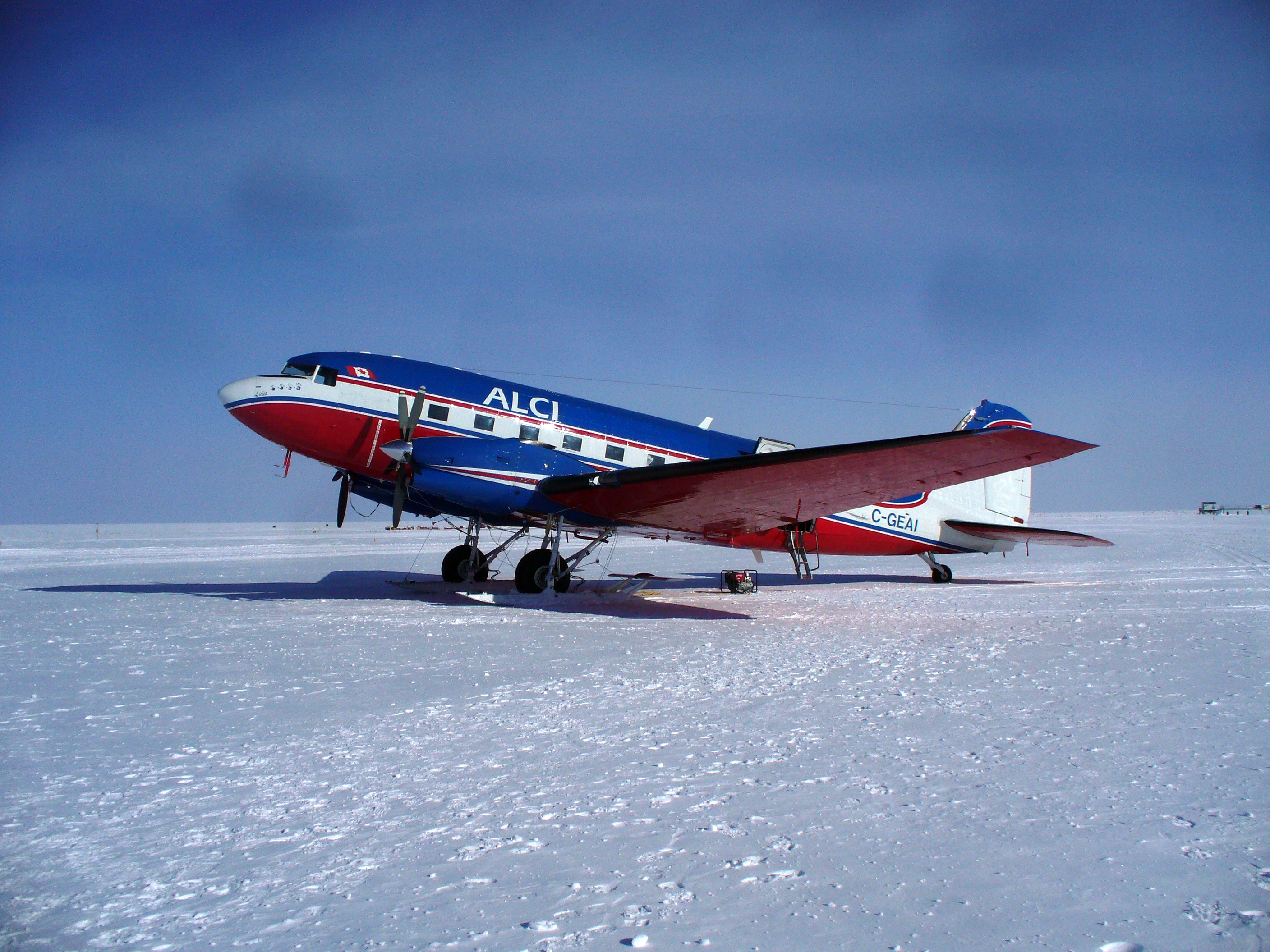
DC-3 de ALCI

El transporte Canal Beagle y el aviso Suboficial Castillo (este último también afectado a la PANC) se ocuparon de reaprovisionar las bases Orcadas, Jubany, Melchior, Cámara, Esperanza, Decepción y el Refugio Naval Francisco de Gurruchaga. En la base chilena Frei, el Canal Beagle desembarcó parte de un equipo de científicos. El buque ruso Vasily Golovnin se encargó de reaprovisionar las bases Orcadas, Marambio, Esperanza y San Martín.
Al despliegue aéreo habitual de la Fuerza Aérea, cabe destacarse la utilización de un C-130 en el lanzamiento de cargas para abastecer la Base Belgrano II, consistiendo estas en equipamiento científico, repuestos para vehículos antárticos, tubos de helio para el lanzamiento de sondas meteorológicas, y material para el laboratorio, todo ello preparado por la Compañía de Apoyo de Lanzamientos Aéreos Paracaidista 4 del Ejército Argentino. Para el relevo de dotación de esta base, la más austral que tiene la Argentina, se utilizaron los servicios de un DC-3 de la empresa norteamericana ALE, junto con un Ilyushin que realizó el cruce de la dotación desde Ushuaia al campamento logístico de Patriot Hills. 
Por último, cabe destacar la presencia de personal del Grupo 1 Fotográfico, el cual realizó un relevamiento aerofotogramétrico en la Base Marambio y alrededores, algo que no se hacía desde 1978, actualizando así los planos cartográficos de ese sector, para ello se valieron de una cámara RMK TOP 15 montada en un Twin Otter del Grupo 9.

### Campaña 2010-2011

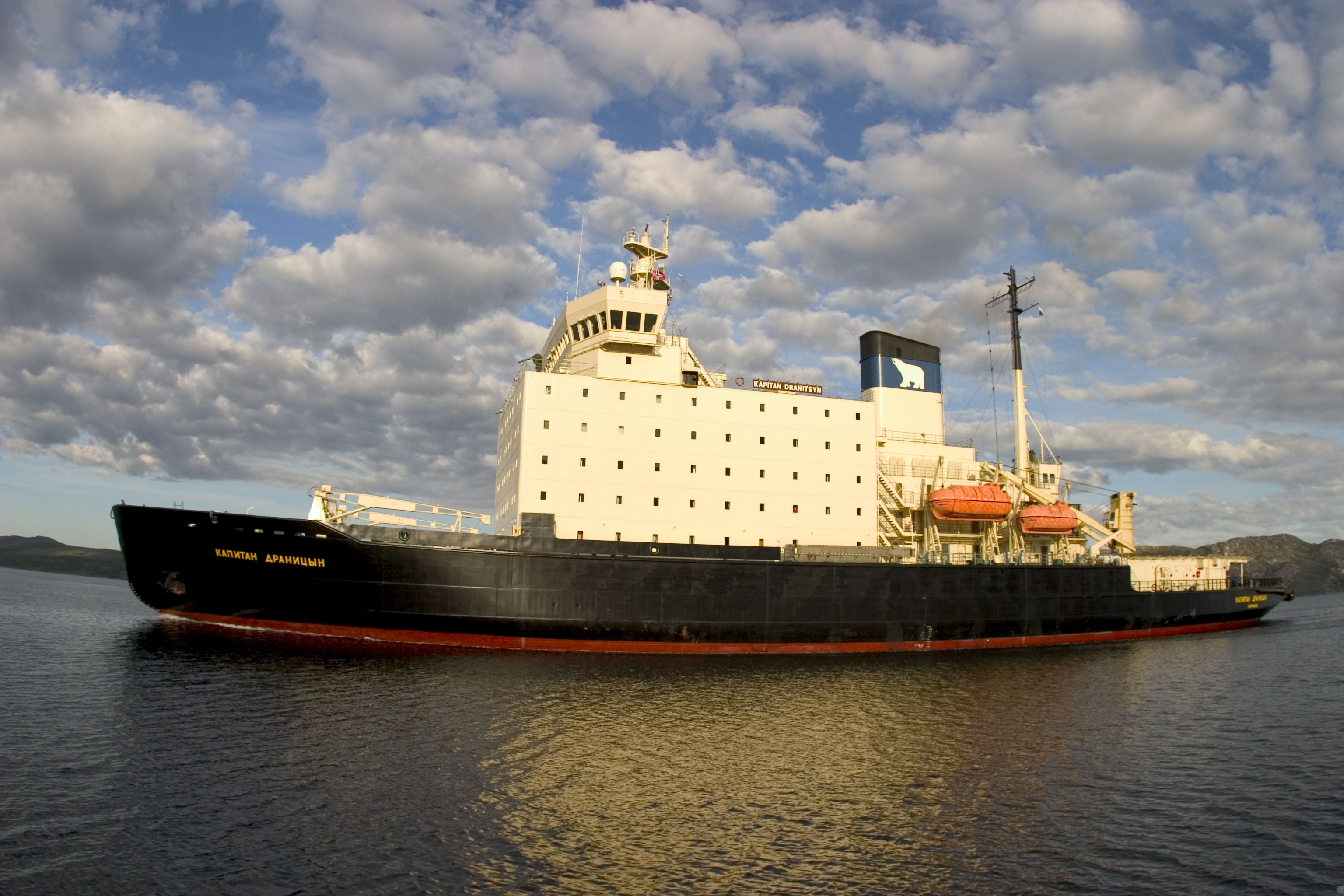
El rompehielos ruso Kapitan Dranitsyn de la empresa Fesco

El transporte Canal Beagle y el aviso Suboficial Castillo (este último también afectado a la PANC) se ocuparon de reaprovisionar las bases Orcadas, Jubany, Cámara, Esperanza, Decepción, Brown, Primavera, Petrel y el Refugio Naval Francisco de Gurruchaga. El buque ruso Vasily Golovnin se encargó de reaprovisionar las bases Belgrano II, Orcadas, Marambio, Esperanza y San Martín. En el caso de la Base Belgrano II, lo hizo con ayuda del rompehielos Dranitsyn, abasteciendo este destacamento en forma bianual. El Puerto Deseado realizó campañas de investigación de placas, monitoreo de especies y confección de cartografía digital, aprovechando sus navegaciones para trasladar cientñificos a la Base Orcadas y abastecer a las bases Decepción y Jubany.
Aviones C-130 de la Fuerza Aérea trasladaron material a las bases Marambio y Frei. Los Bell 212 distribuyeron las cargas y prestaron apoyo a campamentos temporarios alrededor de Isla Marambio, Isla Vega e Isla Cerro Nevado, estando a su vez alistados para operaciones SAR.
El Grupo de Reparaciones del Ejército realizó mantenimiento en la Base Esperanza, mientras que el personal de la Armada hizo lo propio con la Base Orcadas.